# Aquila Romano

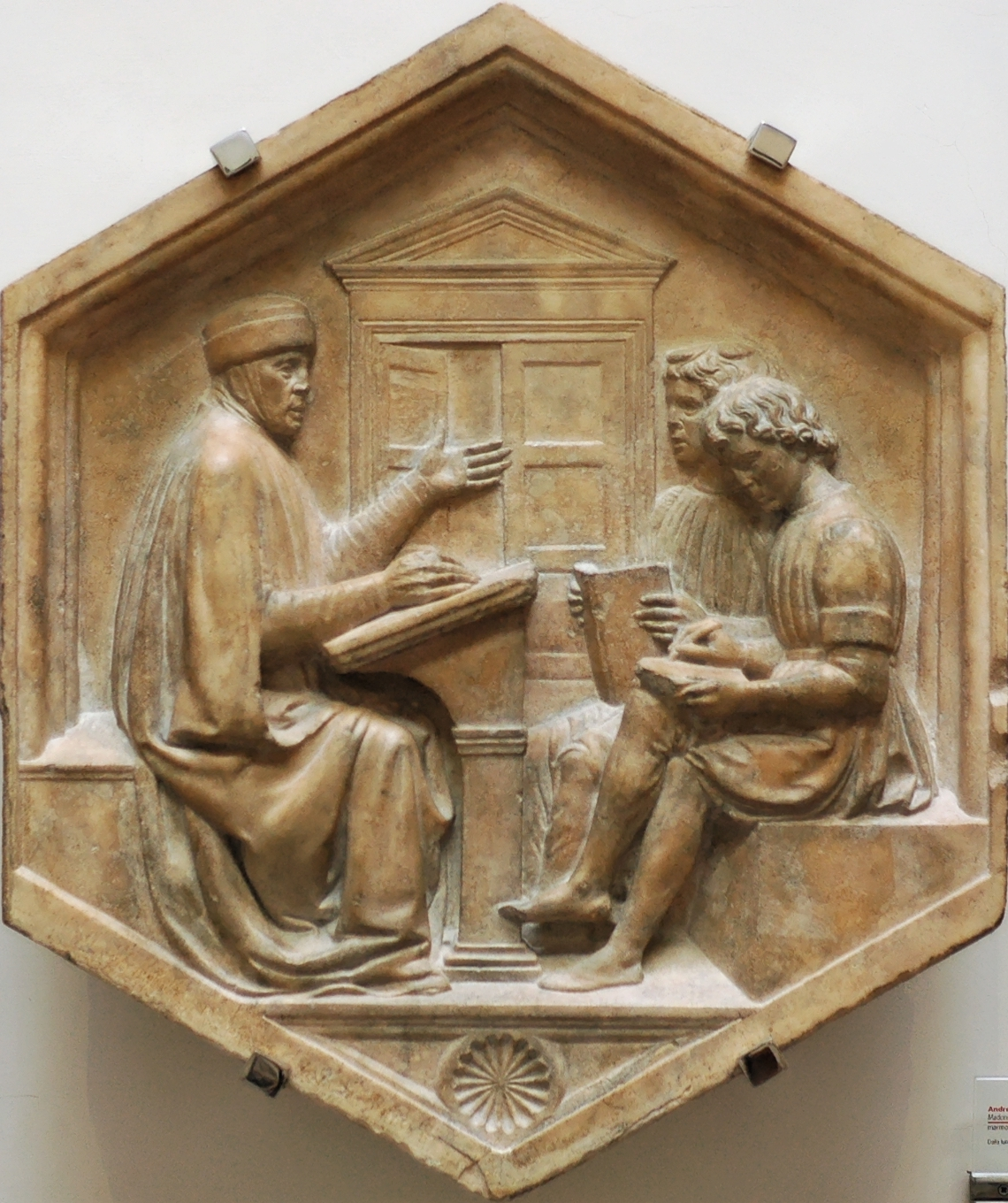
Grammatico e allievo, formella di Luca della Robbia

Aquila Romano (in latino Aquila Romanus; seconda metà del III secolo) è stato un grammatico romano.

## Biografia
Di Aquila non si sa assolutamente nulla. Il carattere dialogico del trattato, in cui egli si rivolge ad un adulescens acerrimo ingenio, «hanno fatto pensare ad un maestro di retorica che compone un manuale destinato al suo allievo, probabilmente un rampollo di nobile famiglia».

## Opera
Fu autore di un breve trattato De figuris sententiarum et elocutionis ("Le figure di pensiero e di parola"). Scusandosi subito con il destinatario dell'opera, un giovane la cui identità è sconosciuta, Aquila riconosce che una trattazione completa dell'argomento meriterebbe molta più cura e dedizione, che egli però non può garantire per mancanza di tempo. Egli si limiterà perciò a fornire i nomi delle figure oggetto del suo trattato, corredando il testo di alcuni esempi. La scelta di trattare delle figure di pensiero e di parola non è casuale, poiché, afferma Aquila, soltanto una conoscenza approfondita di esse rappresenta il carattere distintivo di un vero oratore.
Il trattato inizia con l'esame delle figure di pensiero; prosegue con una veloce digressione sui generi del discorso (oratio soluta, oratio perpetua, ea quae ex ambitu constat), con un'ulteriore analisi della struttura dell'ultimo genere e una spiegazione della differenza dei due tipi di figure; si conclude quindi con l'analisi delle figure di parola.
Nell'analisi di ogni figura Aquila segue normalmente sempre lo stesso schema: prima scrive il termine greco della figura, quindi il corrispettivo latino, la definizione, spesso la differenza con le figure simili, la frequenza d'uso, l'efficacia, la dignità e la bellezza stilistica. All'interno di tale analisi sono inseriti alcuni passaggi esemplificativi tratti dagli autori classici, in particolare Cicerone e Demostene (in traduzione).
Principale fonte dell'opera, che non ha un grande valore letterario, è Alessandro Numenio, come già notava Giulio Rufiniano.